# خوزه سوآرز
خوزه سوآرز (به انگلیسی: José Suárez) (زاده ۱۹ سپتامبر ۱۹۱۹-درگذشته ۶ اوت ۱۹۸۱) بازیگر اسپانیایی بود.
از فیلم‌های او می‌توان به بازی در چالش پرتلاطم، کارتاژ در شعله‌های آتش، خداحافظ تگزاس و دلیلی برای زندگی، دلیلی برای مرگ اشاره نمود.